# Betelkyrkan, Örebro
Betelkyrkan är en kyrkobyggnad belägen på Köpmangatan 19 nära Våghustorget i Örebro i Sverige.

## Historik
Betelkyrkan, tidigare kallad Betelkapellet, byggdes 1876 och är kyrka för Örebro första baptistförsamling som bildades 1854. Kyrkobyggnaden är en av de äldsta i Örebro och numera K-märkt. För ritningarna svarade stockholmarkitekten Gustav Sjöberg. Församlingen är en av de allra tidigaste baptistförsamlingarna i Sverige. Församlingen har tillhört Svenska Baptistsamfundet men tillhör numera Equmeniakyrkan.
1879 beställdes en orgel av firman E. A. Setterquist & Son, Örebro. För att få in pengar till orgeln anordnade församlingen en sångtillställning.
Sveriges Radios julotta 2016 sändes från kyrkan.
I församlingssalen hänger en altartavla från 1968, målad av Einar Forseth, föreställande Jesus med vetekärvar. 

### Fotnoter
1. 1 2  Katarina Josephsson (25 december 2016). ”Ett barn är fött”. Sveriges radio. http://sverigesradio.se/sida/avsnitt/821603?programid=945. Läst 29 december 2016.
2. ↑  ”En Sångtillställning gifves annandag jul.”. Nerikes Allehanda, Annons 1:a kolumn. 24 december 1879. https://tidningar.kb.se/8264853/1879-12-24/edition/146365/part/1/page/2/?newspaper=NERIKES%20ALLEHANDA&from=1879-12-24&to=1879-12-24. Läst 5 januari 2023.